# Mercat lliure
Es pot definir el mercat lliure com el sistema en el qual el preu dels béns o serveis s'acorda amb el consentiment entre els venedors i els consumidors, mitjançant les lleis de l'oferta i la demanda. Requereix per a la seva implementació de l'existència de la lliure competència, el que al seu torn requereix que entre els participants d'una transacció comercial no hi hagi coerció, ni frau, etc., o, més en general, que totes les transaccions siguin voluntàries.
A la pràctica el terme economia de lliure mercat és utilitzat com un terme descriptiu dels sistemes econòmics en un territori particular, usualment un estat nació. Implica que el sistema econòmic s'aproxima al model ideal. Aquest sistema concret pot ser descrit com més lliure que altres, com «relativament lliure» o com «no lliure», d'acord amb el criteri usat. Que l'economia hagi de ser lliure o el grau de llibertat desitjable o òptim o fins i tot el grau en el qual una economia és de fet lliure és una disputa política, constituint un dels aspectes més importants del debat polític econòmic modern.

## Obres i referències
- James A. Dorn (2000) Peter Bauer
- Pablo Molina (2006): Llibertat econòmica i llibertat política
- Martínez Cárdenas, R.: Contribuciones a la Economía, Arxivat 2018-03-05 a Wayback Machine. marzo 2008.
- Daniel Krawisz (2010) El significat de la competència Arxivat 2011-07-17 a Wayback Machine.
- Antonio Miguel Carmona (2010): Defensa del mercat lliure
- Dante Enrique Rojas Linares LLiure competència en un mercat global
- Manuel Llamas (2011): Lliure mercat Arxivat 2012-01-25 a Wayback Machine.
- http://www.heritage.org/research/features/index Arxivat 2015-03-31 a Wayback Machine.
- Move Over, Adam Smith: The Visible Hand of Uncle Sam  Arxivat 2005-09-08 a Wayback Machine.
- Milton Friedman:: Fair versus Fair Arxivat 2009-01-03 a Wayback Machine. (Equitat contra Llibertat)